# Caesar's
Caesar's est un restaurant situé sur l'Avenida Revolución (en) à Tijuana, au Mexique.
Il est célèbre pour être le berceau de la salade César,, inventé dans ce restaurant par le chef italo-mexicain Caesar Cardini.
Le restaurant a ouvert en 1923, et il est actuellement dirigé par le chef Javier Plascencia (en), chef de file de la cuisine Baja Med (en).

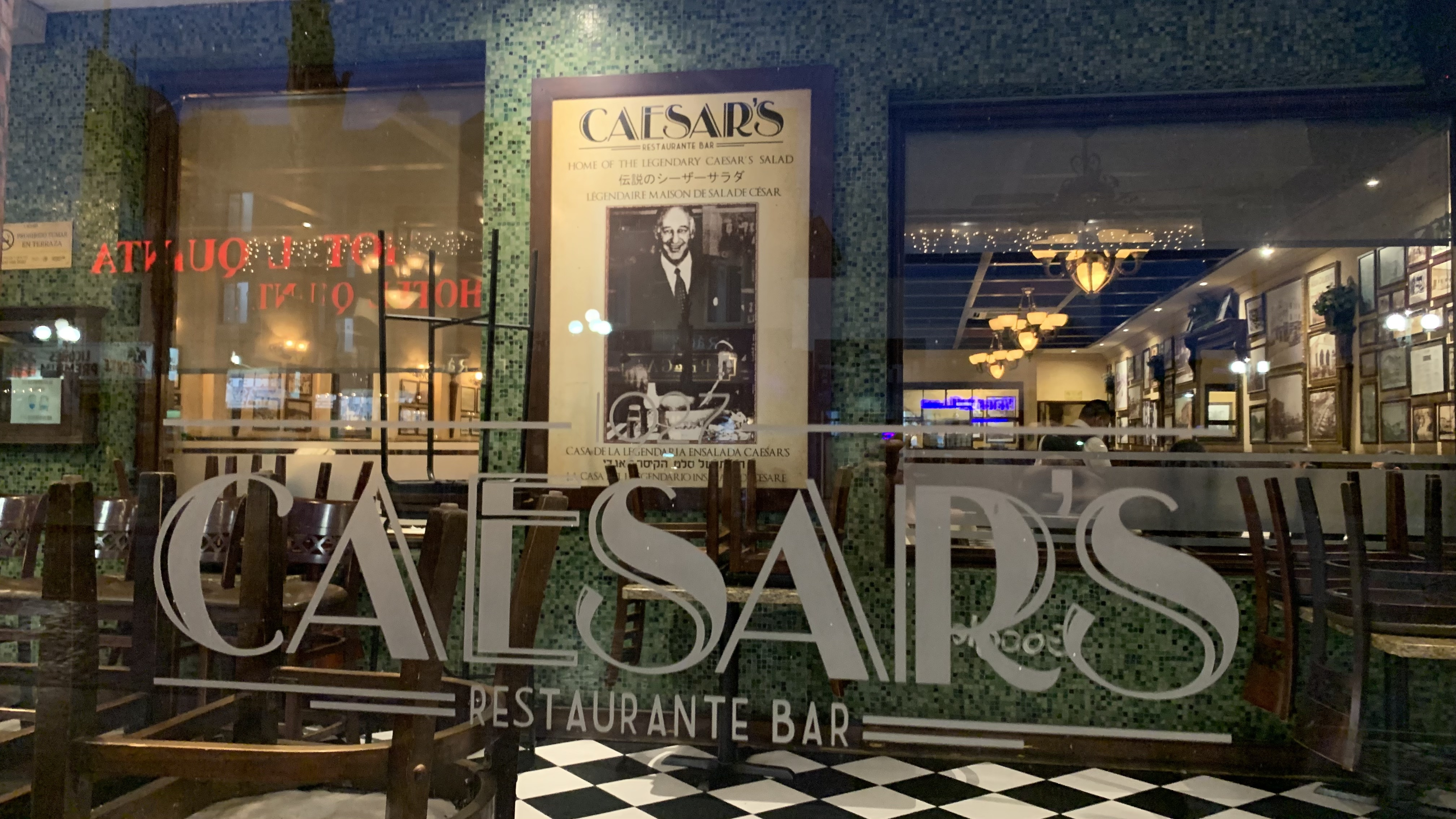
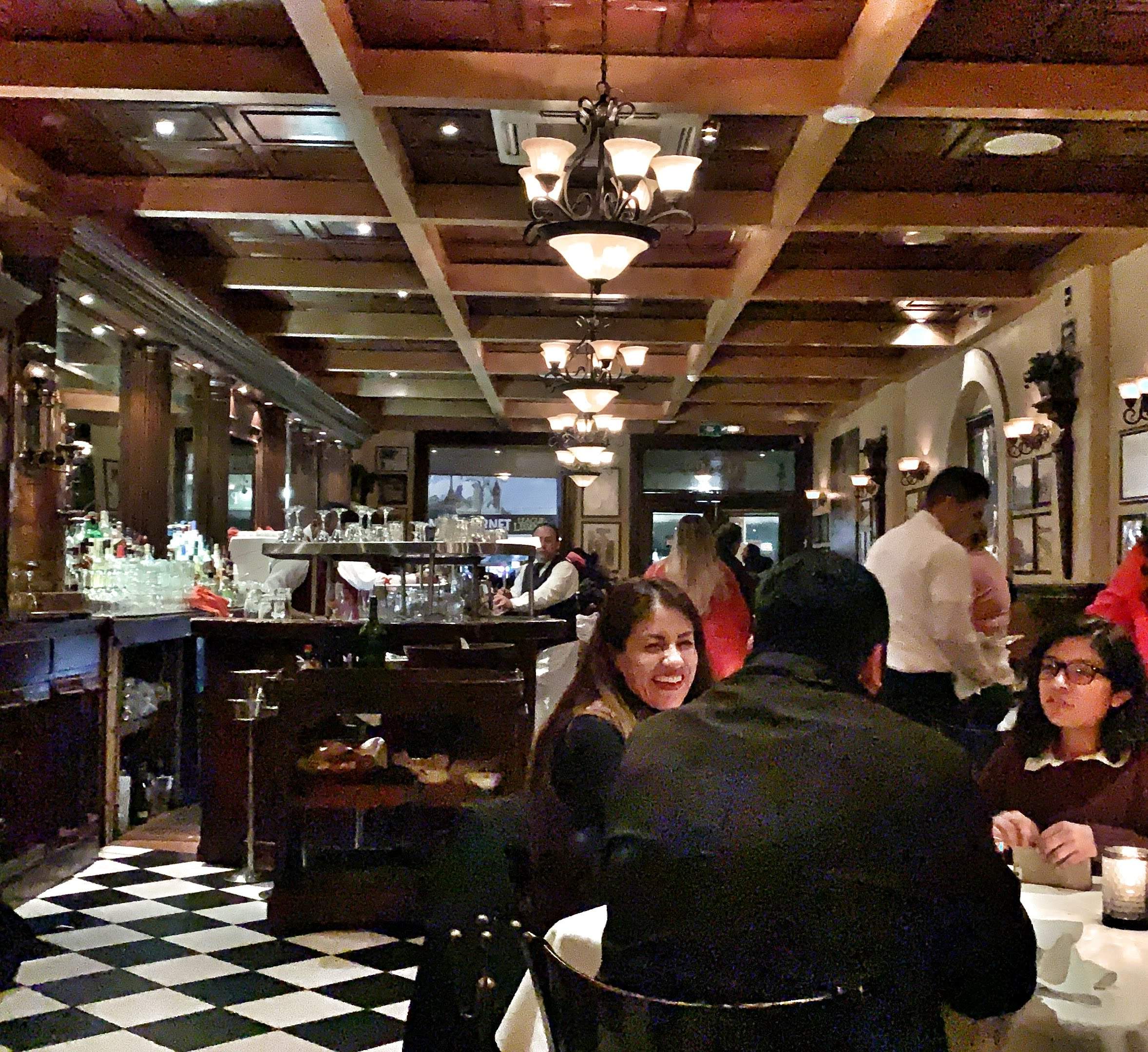
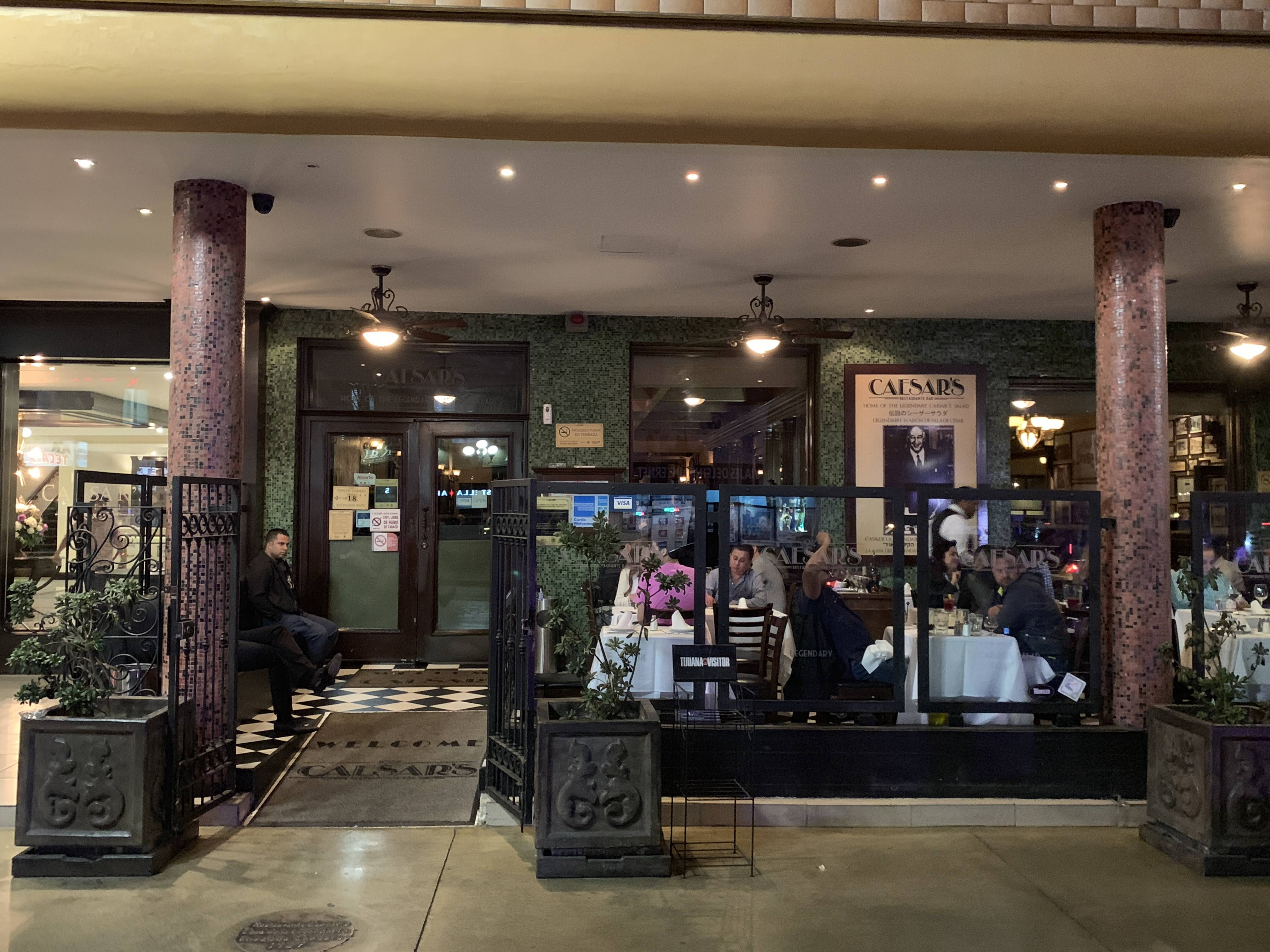
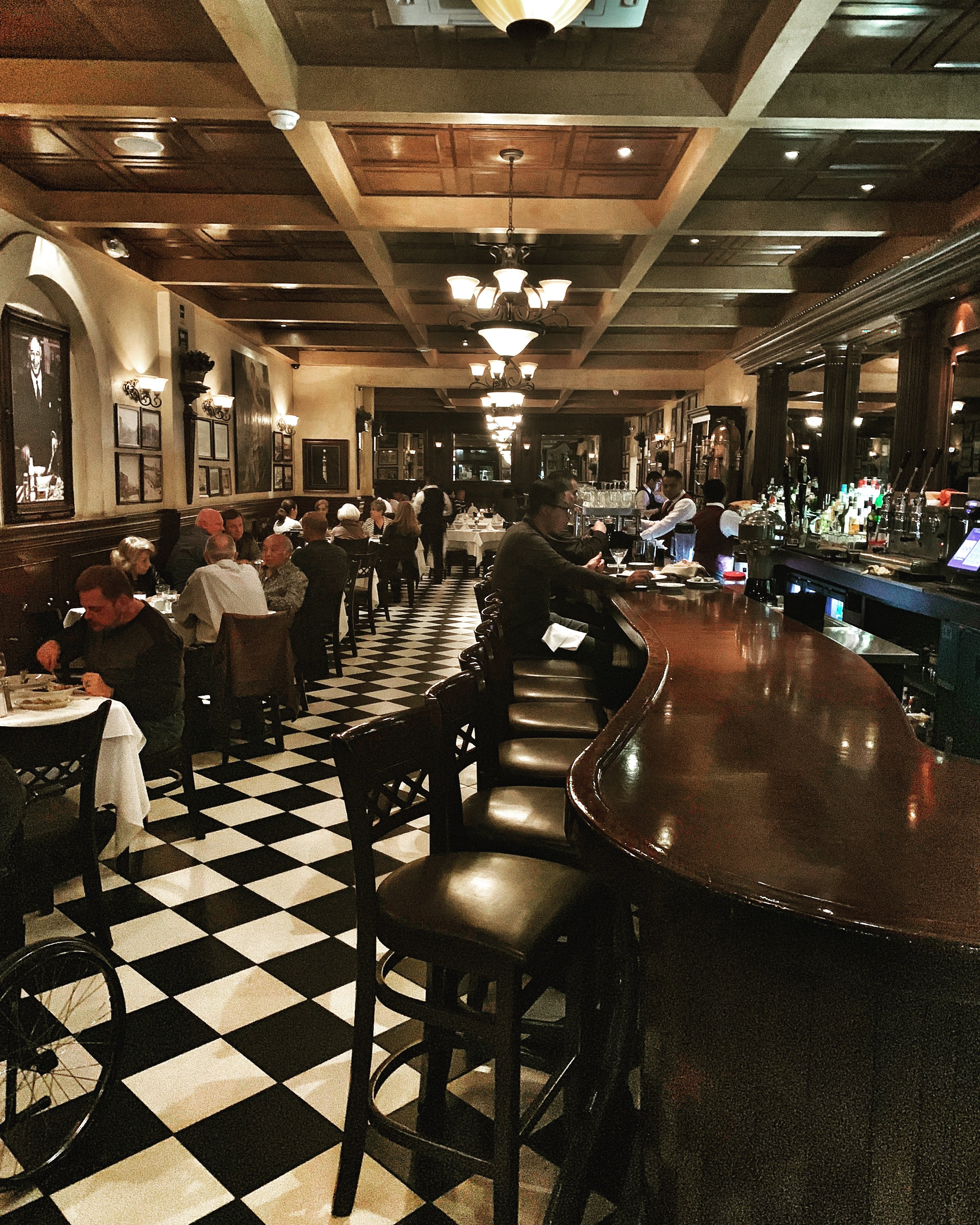
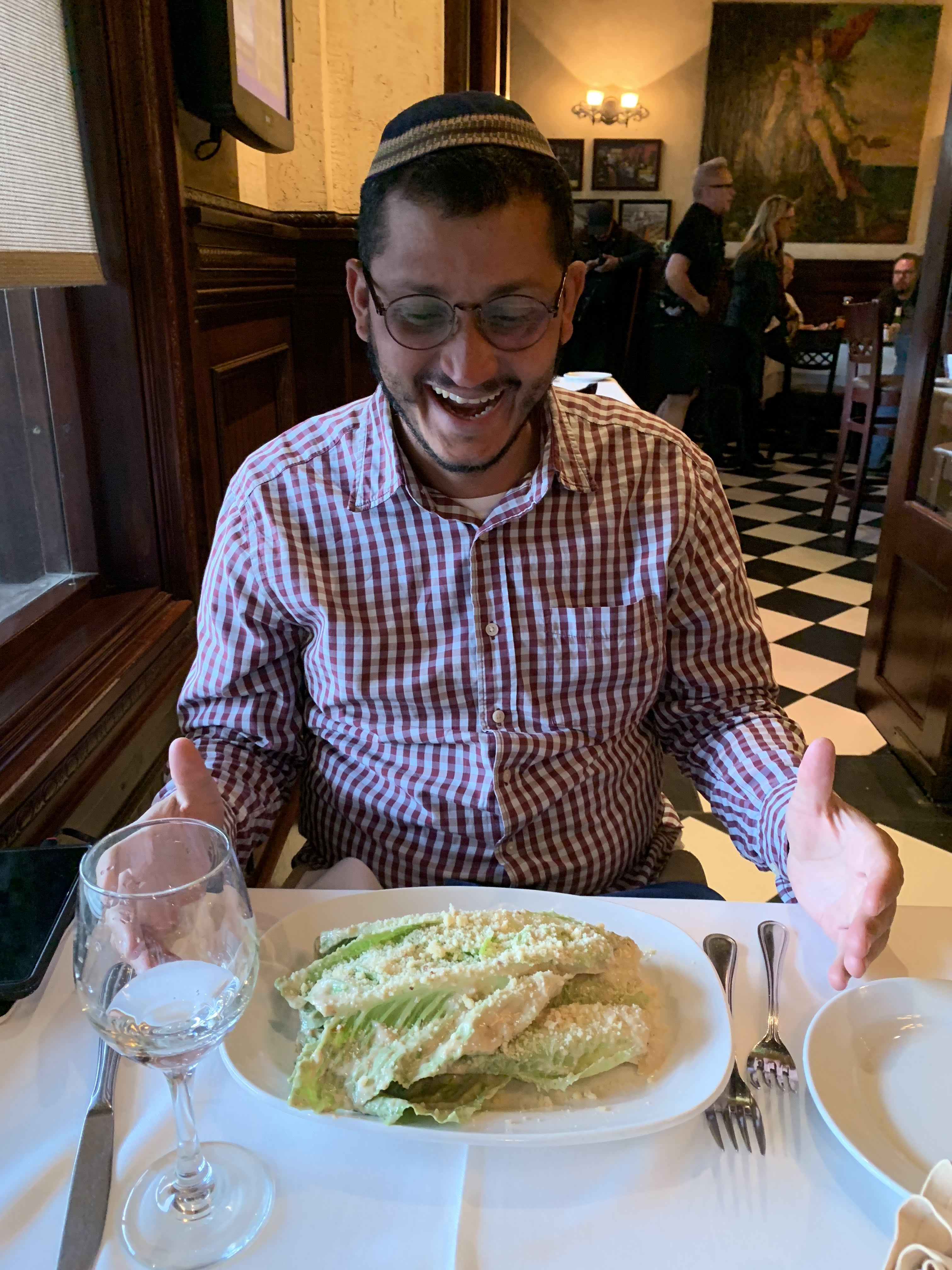